# Gai Mal·li
Gai Mal·li (en llatí Caius Mallius) va ser un militar romà que va participar en la conspiració de Catilina l'any 63 aC. Formava part de la gens Màl·lia.
Va ser l'encarregat de reclutar tropes a Etrúria i tenia el seu quarter a Faesulae on va establir els magatzems militars. Abans havia servit sota Sul·la com a centurió i tenia experiència militar. A la darrera batalla en la qual va morir Catilina, Mal·li va dirigir l'ala dreta, i tanmateix també va morir.